# Behm River
Behm River är ett vattendrag i Australien. Det ligger i delstaten Western Australia, omkring 2 200 kilometer nordost om delstatshuvudstaden Perth. Behm River ligger vid sjön Lake Argyle.
Trakten runt Behm River består i huvudsak av gräsmarker. Trakten runt Behm River är nära nog obefolkad, med mindre än två invånare per kvadratkilometer. Genomsnittlig årsnederbörd är 917 millimeter. Den regnigaste månaden är februari, med i genomsnitt 230 mm nederbörd, och den torraste är juni, med 2 mm nederbörd.